# 菊富士ホテル火災
菊富士ホテル火災（きくふじホテルかさい）とは、1966年（昭和41年）3月11日未明、群馬県利根郡水上町湯原の水上温泉「菊富士ホテル」（耐火構造、一部木造4棟、新館・地下1階、3階建、延床面積7,465平方メートル）で発生した火災事故である。
死者30人、負傷者29人に及ぶ被害を出した。

## 経緯
菊富士ホテルは群馬県利根郡水上町（現・みなかみ町）湯原750にあったホテル（温泉宿、旅館）で、東京市本郷区にあった菊富士ホテルの姉妹ホテルとして1930年（昭和5年）11月に創業した。豪華な大理石造りの風呂や鍋料理を自慢としており、国際観光旅館に格付けされていた。 
1966年（昭和41年）3月11日午前3時30分頃、鉄筋コンクリート造、地上3階・地下1階建ての菊富士ホテル新館1階にあった警備室から出火。室内で仮眠をとっていた警備員が誤って石油ストーブを転倒、衝撃で漏れた油に着火したのである。目を覚ました警備員が火災に気付き、消火器を使っての消火を試みるも失敗。部屋を出た警備員はホテルのフロントで火災報知機を作動させ、火事を知らせに別棟の従業員宿舎へと向かった。このとき、玄関を開放したことで建物内に風が吹き込み、延焼に拍車を掛けた。結局、新館のみならず木造2階建ての客室、社長宅など5棟、2,640平方メートルが全焼。さらに隣接するホテル白雲閣の木造3階建ての建物2棟、1,650平方メートルが全焼した。
同日の午前6時頃に鎮火。宿泊していた219人のうち、死者30人、重軽傷者29人を出した。茨城県東茨城郡御前山村（現・常陸大宮市）の葉タバコ耕作組合の団体客が犠牲となった。宿泊客のほとんどは酒を飲んで熟睡中で、炎や煙、臭いで目を覚まし、火事に気付いた。火災報知機は作動していたが、音の大きさは「遠くで電話が鳴っている」程度にしか聞こえないもので、宿泊客らに火災の発生を知らせるには不十分なものであった。非常口の扉は内側から鍵が掛けられており、避難しようとした宿泊客のみならず、駆けつけた消防士らの行く手をも阻んだ。死者のうち半数の15人は火の手が及ばなかった客室に居たが、充満した煙による一酸化炭素中毒で命を落とした。また、不注意で石油ストーブを転倒させた警備員は、重失火と重過失致死傷容疑で逮捕された。

## その後
ホテルは取り壊されて更地となった。跡地は長らく更地のままであったが、現在はリゾートマンションの「サニックス水上壱番館」が建つ。